# الضبعة (الرياض)
قرية الضبعه هي إحدى القرى التابعة لمركز الرياض في محافظة كفر الشيخ في جمهورية مصر العربية. حسب إحصاءات سنة 2006، بلغ إجمالي السكان في الضبعه 7613 نسمة، منهم 3820 رجل و3793 امرأة.